# Roger Maris
Pour les articles homonymes, voir Maris.
Roger Eugene Maris (Hibbing, 10 septembre 1934 – Houston, 14 décembre 1985), était un joueur de baseball américain qui jouait pour les Yankees de New York. Il est connu pour avoir battu le record de Babe Ruth en frappant 61 coup de circuits en 1961. Ce record de la Ligue américaine de baseball est battu le 4 octobre 2022 par le joueur des Yankees, Aaron Judge, au Globe Life Field, domicile des Rangers du Texas. Judge a frappé son 62e circuit au cours du 161e match de la saison. Au terme de cette rencontre, les Yankees présentaient une fiche de 99 victoires et... 62 défaites.

## Biographie
Maris a joué pour les Yankees, les Royals de Kansas City, les Indians de Cleveland et les Cardinals de Saint-Louis. À sa première saison avec les Yankees, il frappa 39 coups de circuit, 98 points marqués et 112 points produits. Cela lui valut d'être nommé le Meilleur joueur des ligues majeures de baseball. En 1961, il avait 33 coups de circuit après la moitié de la saison - le record était de 60 pour une saison complète, par Babe Ruth en 1927. Cependant, le commissaire des ligues majeures Ford Frick annonça que si Maris ne frappait pas 61 circuits en 154 parties (comme Ruth l'a fait), le record appartiendrait toujours à Ruth. Il frappa son 61e coup de circuit à la 162e partie, le record fut noté avec un astérisque pour signaler la différence entre les performances de Maris et de Ruth. Maris reçut son 2e trophée de meilleur joueur des ligues majeures. En 1991, six ans après le décès de Maris, la MLB décida de retirer l'astérisque signalant son record et attribua pleinement ce record à Roger Maris.
En froid avec les journalistes et les fans lors de son passage à New York, Maris n'est toujours pas membre du Temple de la renommée du baseball. Les Yankees de New York ont toutefois retiré son numéro 9. Le film 61* de Billy Crystal retrace la fameuse saison 1961.

## Palmarès
- 61 coups de circuit en 1961 (meilleur total de la ligue américaine)
- Le meilleur joueur des ligues en 1960 et 1961
- Membre de l'équipe d'étoiles quatre fois
- 100 points produits: 1960, 1961, 1962

## Statistiques
| Parties jouées | AB    | R   | H     | 2B  | 3B | HR  | RBI | SB | CS | BB  | SO  | BA    | OBP   | SLG   | TB    | SH | HBP |
| -------------- | ----- | --- | ----- | --- | -- | --- | --- | -- | -- | --- | --- | ----- | ----- | ----- | ----- | -- | --- |
| 1 463          | 5 101 | 826 | 1 325 | 195 | 42 | 275 | 851 | 21 | 9  | 652 | 733 | 0,260 | 0,345 | 0,476 | 2 429 | 12 | 38  |